# Fluorenylmethyloxykarbonylchlorid
Fluorenylmethyloxykarbonylchlorid (zkráceně Fmoc-Cl) je organická sloučenina patřící mezi chlormravenčanové estery. Používá se k připojování fluorenylmethyloxykarbonylové chránicí skupiny.

## Příprava
Fmoc-Cl se připravuje reakcí 9-fluorenylmethanolu s fosgenem: